# Hannah Sæthereng
Hannah Sæthereng (* 20. April 1999) ist eine norwegische Skirennläuferin.

## Biografie
Hannah Sæthereng begann ihre Karriere beim Harestua IL. Sie fährt mit Abfahrt, Super-G, Riesenslalom, Slalom und Alpiner Kombination alle fünf Disziplinen.
Bei der Juniorenweltmeisterschaft von Davos 2018 startete sie im Riesenslalom, wo sie 20. wurde, im Slalom, wo sie 25. wurde, im Super-G, wo sie ausschied, in der Alpinen Kombination, wo sie 14. wurde, und in der Abfahrt, wo sie 24. wurde.
Bei der Juniorenweltmeisterschaft von Fassatal 2019 gewann sie den Titel im Super-G und wurde außerdem 6. in der Alpinen Kombination, 7. in der Abfahrt und 39. im Riesenslalom.

## Erfolge

### Juniorenweltmeisterschaften
- Davos 2018: 14. Alpine Kombination, 20. Riesenslalom, 24. Abfahrt, 25. Slalom
- Fassatal 2019: 1. Super-G, 6. Alpine Kombination, 7. Abfahrt, 39. Riesenslalom

### Weitere Erfolge
- 22 Podestplätze, davon 9 Siege bei FIS-Rennen
- 3 Podestplätze bei Norwegischen Meisterschaften
- 1 Podestplatz bei Norwegischen Juniorenmeisterschaften